# Eat Pray Love
Eat Pray Love (bra: Comer, Rezar, Amar, ou Comer Rezar Amar; prt: Comer Orar Amar) é um filme americano de 2010, um drama |romântico dirigido por Ryan Murphy e estrelado por Julia Roberts. Trata-se de uma adaptação cinematográfica do best-seller autobiográfico Eat, Pray, Love: One Woman's Search for Everything Across Italy, India and Indonesia, de Elizabeth Gilbert.

## Sinopse
Liz Gilbert (Julia Roberts) tinha tudo o que uma mulher moderna deve sonhar em ter – um marido, uma casa, uma carreira bem-sucedida – ainda assim, como muitas outras pessoas, ela está perdida, confusa e em busca do que ela realmente deseja na vida. Recentemente divorciada e num momento decisivo, Gilbert sai da zona de conforto, arriscando tudo para mudar sua vida, embarcando em uma jornada por três países que se transforma em uma busca por autoconhecimento. Na Itália, ela encontra o verdadeiro prazer da gastronomia. Na Índia, explora sua espiritualidade com o poder da oração. Em Bali, encontra sua paz interior e, inesperadamente, equilíbrio de um verdadeiro amor.

## Elenco
| Julia Roberts    | ... Elizabeth Gilbert |
| James Franco     | ... David             |
| Richard Jenkins  | ... Richard           |
| Viola Davis      | ... Delia             |
| Billy Crudup     | ... Steven            |
| Javier Bardem    | ... Felipe            |
| Sophie Thompson  | ... Corella           |
| Mike O'Malley    | ... Andy Shiraz       |
| Tuva Novotny     | ... Sofie             |
| Christine Hakim  | ... Wayan             |
| Luca Argentero   | ... Giovanni          |
| Giuseppe Gandini | ... Luca Spaghetti    |
| Rushita Singh    | ... Tulsi             |
| Anakia Lapae     | ... Tutti             |
| Arlene Tur       | ... Armenia           |
| David Lyons      | ... Ian               |

## Recepção
No consenso do agregador de críticas Rotten Tomatoes diz: "O cenário é agradável ao olhar, e Julia Roberts é tão luminosa como sempre, mas sem o peso espiritual e emocional do livro que o inspirou, Eat Pray Love é muito raso para ressoar". Na pontuação onde a equipe do site categoriza as opiniões da grande mídia e da mídia independente apenas como positivas ou negativas, o filme tem um índice de aprovação de 36% calculado com base em 209 comentários dos críticos. Por comparação, com as mesmas opiniões sendo calculadas usando uma média aritmética ponderada, a nota alcançada é 5,2/10.
Em outro agregador, o Metacritic, que calcula as notas das opiniões usando somente uma média aritmética ponderada de determinados veículos de comunicação em maior parte da grande mídia, tem uma pontuação de 50/100, alcançada com base em 39 avaliações da imprensa anexadas no site, com a indicação de "revisões mistas ou neutras".